# Pegasus LHC
Pegasus Ladies' Hockey Club is een Ierse dameshockeyclub uit Belfast.
De club werd in 1961 opgericht en de naam staat voor Physical Education Girls and Staff Ulster College and Stranmillis. Twee jaar na de oprichting meldde de club zich op het hoogste hockeyniveau van Ierland.
De club is recordhouder landskampioenschappen (Irish Ladies Club Championship) en bekers (Irish Senior Cup Ladies).
- Irish Ladies Club Championship
  - 2011, 2007, 2005, 2002, 2001, 2000, 1999, 1998, 1991
- Irish Senior Cup Ladies
  - 2011, 2008, 2007, 2004, 1998, 1996, 1995, 1992, 1989, 1987, 1984, 1981, 1974, 1978